# Iwan Karajotow
Iwan Dimitrow Karajotow (gebräuchliche Transliteration: Ivan Dimitrov Karayotov, bulgarisch Иван Димитров Карайотов; * 20. Dezember 1941 in Losen bei Ljubimez; † 30. Januar 2018 in Burgas) war ein bulgarischer Archäologe und Historiker. Er beschäftigte sich hauptsächlich mit der Geschichte der Region Burgas. Er lebte und arbeitete in Burgas.

## Leben
Iwan Karajotow wurde in Losen (Oblast Chaskowo) geboren. Mit der Gründung der Volksrepublik Bulgarien zogen seine Eltern nach Burgas, wo Iwan das Gymnasium beendete. Zwischen 1963 und 1965 studierte er fünf Semester Theologie an der St. Kliment Ochridski-Universität in Sofia, anschließend Klassische Archäologie. In diesem Fach schloss er 1971 dort sein Studium ab und arbeitete danach als Archäologe im Stadtmuseum von Sandanski.
Ab April 1972 war Karajotow Direktor der Abteilung Archäologie des Regionalmuseums von Burgas. Er wurde 1985 in Sofia mit einer Dissertation zur Münzprägung von Mesembria promoviert und 1991 wurde ihm die Professur verliehen. Ab Dezember 2005 lehrte Karajotow Klassische Archäologie und andere archäologische Disziplinen an der Konstantin-Preslawski-Universität in Schumen.
2001 wurde Karajotow die Ehrenbürgerschaft der Stadt Burgas verliehen.
2011 gab er mit Stojan Rajtschewski und Mitko Iwanow die История на Бургас. От древността до средата на ХХ век (deutsch: Geschichte der Stadt Burgas. Von der Antike bis zur Mitte des 20. Jahrhunderts) heraus. Das Werk behandelt nur die Periode bis 1945 und ist eines der umfassendsten Bücher zur Geschichte der Stadt Burgas.

## Schriften (Auswahl)
Autoreferate
- Монетосеченето на Месамбрия през елинистическата епоха (250-72 год. пр. Хр.) (= Dissertation Sofia 1985) Titelblatt
- Бронзовото монетосечене на Месамбрия.

Monographien
- Монетосеченето на Месамбрия. Burgas 1992.
- The coinage of Mesambria.
  - Bd. 1: Silver and gold coins of Mesambria. Centre of Underwater Archaeology, Sozopol 1994.
  - Bd. 2: Bronze coins of Mesambria. Centre for Maritime and Regional Studies, Sozopol 2009. ISBN 978-954-92170-3-2.
- Водите на Хемус и Странджа. Burgas 2004.
- Остров “Света Анастасия”. (St. Anastasia Island) Либра скорп, Burgas 2004. ISBN 954-9306-18-6.
- mit Атанас Радойнов: Твърдица в скута на отечеството. Ритъм 3, Burgas 2007. ISBN 978-954-91595-9-2.
- Йови Воденичаров. Възрожденец: държавник и общественик в следосвобожденска България. Айтос и Бургас. Спринг, Burgas 2010. ISBN 978-954-92170-4-9.

Aufsätze
- Преживелиците на самотата – Бележки върху проблема за отчуждението в изкуството. In: Пламък 1,(1971) S. 77–82.
- Родината на Спартак. Среднострумието през античността. In: Наукa и техника за младежта 7 (1972) S. 10–12.
- "Морето, морето!" - този древен и неостаряващ път, 5, Nr. 24 (232), Verlag Орбита, Sofia, 1972, S. 11.
- Тракийска крепост на северния бряг на Мандренското езеро. (Une forteresse thrace sur le bord du lac de Mandra). In: Изкуство 31, Nr. 3–4 (1975) S. 36–44.
- Nouvelles inscriptions de la region of Bourgas (Bulgarie). In: Actes du VIIe congres international d'epigraphie grecque et latine. Bucuresti - Paris, 1979, S. 388–389.
- A Thracian Sea God from Pomorie, Bulgaria. In: International Journal of Nautical Archaeology and Underwater Exploration 12 (1983) S. 263–269.
- Le monnayage d’Apollonia à la lumière des découvertes les plus récentes. In: Thracia 11: Studia in honorem Aleksandri Fol. Verlag Serdicae, Sofia, 1995, S. 397–408.
- mit Petja Kiachkina: Aquae Calidae, centre de la culture thrace. In: La Thrace et les sociétés maritimes anciennes. Thracia Pontica VI, 1. Centre of Underwater Archaeology, Sozopol 1994, S. 125–130.